# Bart Raes
Bart Raes (Mechelen, 22 oktober 1968) is presentator van het voetbalprogramma Sports Late Night, op de commerciële zender Play4. Vroeger was Raes een Belgische voetbalcommentator en presentator actief bij Woestijnvis en Belgacom 11, de voetbalzender van Belgacom TV.
Raes speelde zelf voetbal in Vierde Klasse bij Londerzeel SK, maar stopte daar al op 22-jarige leeftijd om in het weekend voetbalverslagen te maken voor de openbare omroep, toen de BRTN, waar hij van 1990 tot 1994 werkte. Hij was er eerst wetenschappelijk medewerker binnen de dienst programmatie, wat hij combineerde met freelance-opdrachten voor Sportweekend en Sport op Zaterdag. In 1993 was Raes een van de redacteurs bij het programma Morgen Maandag van Mark Uytterhoeven.
Tot augustus 1994 werkte Raes fulltime voor de televisiesportdienst van de BRTN. Toen de openbare omroep echter de voetbalrechten op de Belgische competitie verloor, stapte hij in de zomer van 1994 over naar betaalzender FilmNet. Daar gaf hij voetbalcommentaar bij de Engelse, Spaanse en Italiaanse competities. Hij presenteerde er ook de omkadering van de wedstrijden in de Belgische competitie.
In 1997 verhuisde hij naar de commerciële zender VTM, waar hij gedurende vijf jaar het programma Goal presenteerde en gedurende drie jaar Stadion. Hij was ook gedurende acht jaar een van de anchors van Goal Live. Bij VTM presenteerde hij ook samen met Birgit Van Mol de Gouden Schoen.
In 2005 verliet hij VTM nadat de commerciële omroep de rechten op het Belgische voetbal was kwijtgespeeld aan Belgacom/VRT. Woestijnvis werd verantwoordelijk voor de productie van het voetbal en haalde Raes binnen om het project te leiden. Hij werd ook het gezicht van het voetbal op Belgacom 11, waar hij wekelijks twee topmatchen uit de Jupiler Pro League versloeg. Raes is binnen Woestijnvis ook verantwoordelijk voor het Canvasprogramma Belga Sport.
Sinds juli 2017 is hij, samen met Gilles De Coster, presentator van Sports Late Night, dat tegelijk op Vier en PlaySports van Telenet wordt uitgezonden. Dit programma brengt uitgebreide wedstrijdverslagen uit de Jupiler Pro League.
In 2019 nam hij deel aan De Slimste Mens ter Wereld waarin hij 1 aflevering te zien was.